# 郭兆林
郭兆林（英語：Kuo, Chao Lin，1972年—），生於臺灣桃園中壢，台灣物理學家，現為史丹福大學天文物理學副教授，參與哈佛－史密松天体物理中心宇宙泛星系偏振背景成像（BICEP2）的研究。

## 生平

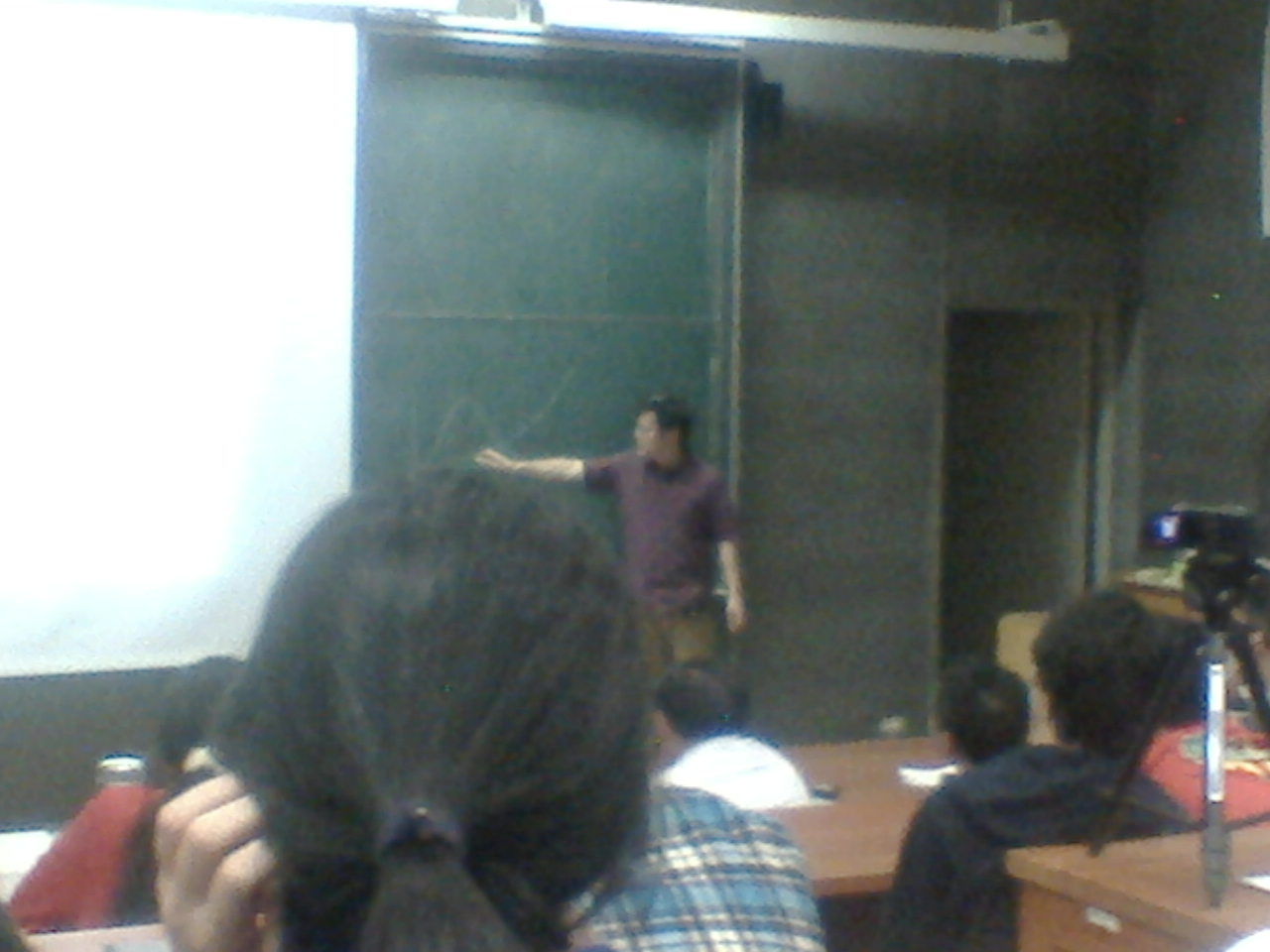
郭兆林於2015年在其母系國立臺灣大學物理學系演講

1994年，郭兆林畢業於臺大物理系。畢業後隨中央研究院天文及天文物理研究所籌備處主任袁旂繼續研究，1996年取得國立臺灣大學物理學碩士學位。郭兆林後至美國留學。
2003年，郭兆林取得加州大學柏克萊分校天文物理學博士學位，至加州理工學院噴射推進實驗室（JPL）進行博士後研究。2008年，進入史丹福大學，擔任物理系及SLAC國家加速器實驗室助理教授。
2009年2月24日，郭兆林因為在天文物理學的研究表現，獲得美國艾爾弗·斯隆基金會研究獎。
2014年3月14日，哈佛－史密松天体物理中心發表宇宙泛星系偏振背景成像研究小組的南极望远镜監測到早期宇宙重力波的B模偏振，研究團隊認為這將可證實大霹靂理論的預測，是宇宙暴脹的直接證據之一。郭兆林為研究小組成員之一，負責設計監測儀器。但哈佛－史密松天体物理中心這項觀測結果，經過檢驗之後，無法排除星際塵埃的影響，因此在2015年新發表的論文中，否定了這項觀測可以被用來證實宇宙暴脹。

## 家庭
郭兆林妻子為周念縈，兩人在台大唸書時認識，婚後育有一子一女。

## 外部連結
- 郭兆林在史丹福大學網頁 （页面存档备份，存于）